# Édouard Dubufe
Louis Édouard Dubufe, född 2 april 1819 i Paris, död 10 augusti 1883 i Versailles, var en fransk konstnär. Han var far till Guillaume Dubufe.
Dubufe var son och lärjunge till Claude Marie Dubufe, men erhöll även undervisning av Paul Delaroche och ställde ut historiska och bibliska målningar. Åren 1849–1851 bodde Dubufe i London, senare i Paris, där han blev en av den franska aristokratin mycket anlitad porträttmålare.